# Donald's Dilemma
Donald's Dilemma (El Dilema de Donald en Hispanoamérica y España) es un cortometraje animado de 1947 producido por Walt Disney Productions y dirigido por Jack King y protagonizado por el Pato Donald y Daisy. Fue lanzado originalmente el 11 de julio de 1947 en los Estados Unidos. Aunque Donald es el personaje principal oficial de este corto, Daisy es la actual protagonista. El dilema del título es en realidad ofrecido a ella, no a Donald.

## Argumento
El corto inicia con Daisy narrando su problema a un psicólogo a través de escenas retrospectivas. Su problema comenzó un hermoso día de primavera cuando estaba en una cita con Donald y una maceta con una flor plantada en ella cayó de lo alto de un edificio hacia la cabeza de Donald, quien cayó desmayado. Preocupada, Daisy trata de reanimarlo pero afortunadamente Donald recupera la conciencia rápidamente, sin embargo con marcadas diferencias. Tanto su voz hablada como cantada fueron mejoradas. Sin embargo, Donald no tiene recuerdos de quién era Daisy. Llega a ser un conocido cantante de baladas y su interpretación de "When You Wish Upon a Star" llega a ser un éxito, el cual le da un enorme número de fanes. La pérdida de Daisy resulta en un número de síntomas psicológicos - ella sufre de anorexia, insomnio y como ella misma describe locura. Una a menudo escena censurada presenta su pérdida de la voluntad para vivir apuntándose una pistola en la cabeza a la vez que exclama: "¡No podía dormir, no podía comer, no podía vivir!". Ella decide que verá a Donald una vez más, a cualquier precio, pero falla en hacerlo. Es por eso que decide ver al psicólogo - y el flashback termina pasando al momento actual del corto.
Al final el psicólogo determina que Donald recuperará la memoria y a Daisy si otra maceta con la flor cayera en su cabeza. Pero le advierte que su mejorada voz puede perderse al igual que su carrera como cantante. Le pone un dilema a Daisy: o el mundo tiene a su famoso cantante pero Daisy lo pierde o Daisy recupera a Donald pero el mundo lo pierde. Con la pregunta de "para el mundo o sólo suyo", Daisy responde con un resonante y posesivo grito - "mío, mío, mío". Pronto, Donald regresa a ser él mismo olvidando su carrera de cantante y Daisy recupera su amor.

## Reparto
- Pato Donald: Clarence Nash
- Pata Daisy: Gloria Blondell
- Psiquiatra: Richard Conte
- Cantante: Walter Pidgeon

## Recepción
En The Disney Films, Leonard Maltin dice que Donald's Dilemma es "quizás el mejor corto de Pato Donald de todos... una sátira desgarradora de dramas psicológicos". Maltin proporcionar una serie de razones por las que considera que esta es una gran caricatura: "La principal es el hecho que hace que los personajes y su situación sea tan reales", incluso recordándote que esto es una caricatura. La audiencia realmente se involucra en la situación de Daisy, y hay pequeños toques maravillosos para aumentar la emotividad (como cuando está subiendo a la pasarela cerca del final y casi pierde el paso). Al mismo tiempo, la caricatura está llena de una exageración visual hilarante: cuando Daisy recuerda que Donald le dirigió una mirada fría y helada, un largo carámbano sale de sus ojos, y mientras espera a Donald en la puerta del escenario del teatro, las estaciones cambian. y ella está cubierta de nieve. Donald's Dilemma muestra cuánto se podría hacer en el marco de una caricatura de siete minutos, utilizando personajes familiares; es una joya."